# Totem e tabù
Totem e tabù: somiglianze tra vita mentale dei selvaggi e dei nevrotici è un libro di Sigmund Freud, pubblicato in lingua tedesca nel 1913 col titolo Totem und Tabu: Einige Übereinstimmungen im Seelenleben der Wilden und der Neurotiker. Si tratta di una collezione di quattro saggi pubblicati originariamente sulla rivista Imago (1912-13). Egli applica la psicoanalisi nei campi dell'archeologia, dell'antropologia, e nello studio della religione. I quattro saggi sono intitolati: L'orrore dell'incesto, Il tabù e l'ambivalenza emotiva, Animismo, magia e onnipotenza dei pensieri e Il ritorno del totemismo nei bambini.

## L'orrore dell'incesto
Il primo e più breve dei quattro saggi concerne i tabù dell'incesto adottati dalle società totemiche.
Freud trae esempi per lo più dagli aborigeni australiani, raccolti e discussi dall'antropologo James Frazer, sottolineando, con una certa sorpresa, che sebbene gli aborigeni non sembrino avere alcuna restrizione sessuale, c'è un'elaborata organizzazione sociale il cui unico scopo è quello di impedire rapporti sessuali incestuosi.
Freud discute vari modi in cui l'esogamia della società totemica impedisce l'incesto non solo nell'ambito della famiglia nucleare, ma pure nelle famiglie allargate. Inoltre, il sistema totemico impedisce l'incesto anche tra membri dello stesso clan non legati dal sangue, e considera incestuose anche le relazioni tra i membri dello stesso clan che non generino figli. Egli spiega che l'esistenza di restrizioni al matrimonio tra i membri della stessa tribù, probabilmente risale a quando divennero leciti i matrimoni di gruppo (ma non lo fu l'incesto all'interno di una famiglia del gruppo).
Conclude il saggio con una discussione sul tabù della suocera e del genero, e affermando che i desideri incestuosi inconsciamente repressi presso i popoli civilizzati sono ancora un pericolo cosciente per il popolo non civilizzato oggetto degli studi di Frazer.

## Il tabù e l'ambivalenza emotiva
In questo saggio Freud considera il rapporto dei tabù col totemismo. Freud utilizza i concetti di proiezione ed ambivalenza che ha sviluppato durante il lavoro con pazienti nevrotici a Vienna per analizzare il rapporto tra tabù e totemismo.
Come il nevrotico, i primitivi hanno dei sentimenti di ambivalenza sia nei confronti delle prescrizioni del tabù e sia nei confronti dei membri del proprio clan (e dei clan nemici), ma non lo ammettono consapevolmente a se stessi: non ammetteranno che per quanto amino la propria madre, ci sono cose di lei che odiano. La parte repressa di questa ambivalenza (l'odio) viene proiettata sugli altri; nel caso dei nativi, le parti odiose sono proiettate sul totem, ad esempio: «Non volevo che mia madre morisse, è stato il totem che ha voluto che morisse».
Freud estende questa idea di ambivalenza a comprendere il rapporto dei cittadini col loro governante. Nelle cerimonie che circondano i re, che sono spesso piuttosto violente, egli considera due livelli che funzionano per essere insieme il "visibile" (cioè, il re viene onorato) ed il "reale" (cioè, il re è torturato). Le "torture" riguardano soprattutto le forti prescrizioni a cui i re-sacerdoti sono tenuti, una rete di proibizioni e osservanze che annientano la libertà e rendono spesso la vita del re-sacerdote un peso e una pena.
Il saggio continua con il confronto fra ambivalenza emotiva dei nevrotici (ossessivi) e quella dei selvaggi, soffermandosi in particolar modo sulla proiezione, per quanto riguarda il tabù dei morti. Il saggio termina con un'ipotesi sulla nascita della coscienza morale, frutto, probabilmente, del senso di colpa dovuto dall'aver infranto uno dei tabù originali.

## Animismo, magia e onnipotenza dei pensieri
Il terzo saggio prende in esame l'animismo e la fase narcisistica associata ad una primitiva comprensione dell'universo, e l'inizio dello sviluppo libidico. Nel terzo saggio, infatti, è ammessa l'esistenza di una stretta connessione tra la magia, la superstizione ed i tabù, sostenendo che le pratiche del sistema animistico sono schermi che celano la repressione degli istinti. Come già anticipato nel secondo saggio, il totem costituisce per i popoli delle civiltà tradizionali l’elemento sacro per antonomasia, incarnando un abile difensore e protettore per tutti i suoi adepti che seguono rigidamente regole sacre alle quali attenersi. In questo senso è incorretto affermare che il totem sia un oggetto sacro, bensì è opportuno definirlo come “soggetto sacro” il quale, godendo di vita propria, investe la funzione di guida e capo dei membri del clan (o gruppo totemico) attraverso la sua rigida volontà (vitalismo totemico).
In riferimento a ciò, il “gruppo totemico” su cui indaga Freud decodifica la realtà intorno a sé attribuendo ad essa la presenza di spiriti e demoni, (“archetipi psichici”) identificati come la causa dei processi naturali. Il gruppo primitivo, inoltre, considera che ad avere un “anima” con una volontà punitiva o di premio non siano solo gli animali e piante (esseri animati), ma anche le cose inanimate del mondo. La giustificazione di tale analisi, per Freud, trova senso nel momento in cui i primitivi immaginano l’anima come entità indipendente dal corpo, con la possibilità di trasmigrare dal suo involucro materiale e depositarsi in un altro, rappresentando quindi una concezione della vita “animistica”. Nella terza parte, relativamente all’animismo Freud asserisce che esso pur non essendo ancora una religione, contiene tutte le premesse su cui le religioni sono costruite, in quanto connesso da un insieme di istruzioni su come avere il controllo di tutto ciò che circonda il singolo. Le “istruzioni” di cui si serve una mentalità animistica sono l'incantesimo e la magia. Il principio comune di entrambe è la grande fiducia, da parte del primitivo, che i propri desideri trovino successo, perché convinto che la propria volontà possa agire concretamente sull’altro da sé (natura, oggetti, uomini).
Questa smodata esaltazione del proprio potere sulla realtà esterna Freud la definisce “onnipotenza dei pensieri”, che riduce l’atto finale degli eventi come un semplice prodotto dell’aver pensato intensamente all’atto medesimo.
Freud rintraccia queste stesse dinamiche nei pazienti nevrotici, nei quali le azioni ossessive diventano dei veri rituali superstiziosi per allontanare da sé o da un proprio caro la paura di una presunta sciagura imminente.
L’indagine condotta porta dunque ad un comune denominatore tra individui affetti da nevrosi e quelli inseriti in comunità primitive: l'animismo, il quale, secondo Freud, è il primo passo verso la religione. Nella fase animistica, infatti, l'uomo attribuisce al proprio io l’onnipotenza, in quella religiosa la cede agli Dei, sebbene anche in questo stadio egli cerchi di controllare il loro volere ingraziandoseli.

## Il ritorno del totemismo nei bambini
Nel saggio finale, Freud sostiene che la combinazione di una delle più speculative teorie darwiniane circa l'organizzazione delle prime società umane (definite orde, in cui un singolo maschio alfa è circondato da un harem di femmine), con la teoria del sacrificio rituale (o del "pasto tribale") tratta da William Robertson Smith, porta a localizzare le origini del totemismo in un unico evento. In un'orda primitiva, dominata da un padre potente e geloso delle proprie donne, una banda di fratelli preistorici si organizzò e decise di uccidere il padre che essi tanto temevano e rispettavano. Il corpo del padre fu in seguito sbranato e divorato da tutti i fratelli, affinché la forza immensa del padre dell'orda passasse, attraverso il sangue, a coloro che se ne fossero nutriti. A questo proposito, Freud, tramite analogie, situò l'inizio del complesso di Edipo alle origini della società umana, e postulò che ogni religione fosse in effetti una forma estesa e collettiva di senso di colpa ed ambivalenza per far fronte all'uccisione della figura del padre (che egli vedeva come il vero peccato originale).

## Edizioni italiane
- Totem e Tabù: di alcune concordanze nella vita psichica dei selvaggi e dei nevrotici, traduzione di Edoardo Weiss, Bari, Laterza, 1930. - Prefazione di Emilio Servadio, Laterza, 1946-1953.
- Totem e Tabù, traduzione di Silvano Daniele, Introduzione di Karl Kerényi, Torino, [Bollati] Boringhieri, 1960.
- Totem e Tabù, traduzione di Cecilia Galassi, Introduzione e cura di Flavio Manieri, Roma, avanzini e torraca [Newton Compton], 1969. - Casa de Libro, 1989.
- Totem e Tabù. Come Freud scoprì le «nevrosi collettive» dei selvaggi e il «mito» del parricidio primordiale sconvolgendo l'etnologia moderna, traduzione di Amina Pandolfi, Collana i Garzanti n.426, Milano, Garzanti, 1973-1976.
- Totem e Tabù, traduzione di Maria Giacometti, Collana Oscar, Milano, Mondadori, 1989.
- Totem e Tabù, traduzione di I. Giannì, a cura di Alberto Lucchetti, Collana Classici del pensiero, Milano, BUR Rizzoli, 2012, ISBN 978-88-170-5829-2.